# Renate Künast
Renate Elly Künast (født 15. december 1955 i Recklinghausen, Nordrhein-Westfalen) er en tysk politiker, der repræsenterer Bündnis 90/Die Grünen. Künast var minister for forbrugeranliggender, fødevarer og landbrug fra 2001 til 2005. Siden 2005 har hun været partiets gruppeformand i Bundestag, ligesom hun fra 2011 har været medlem af delstaten Berlins parlament. Ved valget samme år var hun partiets overborgmesterkandidat.
Künast blev uddannet i socialt arbejde fra Fachhochschule Düsseldorf i 1979 og har arbejdet i et fængsel i Berlin. I 1985 blev hun kandidat i jura og arbejdede efterfølgende som advokat.
Hun meldte sig ind i Bündnis 90/Die Grünen i 1979, og var i 1990'erne medlem af Berlins parlament, hvor hun var gruppeformand og politisk ordfører. Hun udgjorde sammen med Fritz Kuhn ledelsen af partiets landsorganisation, men trådte tilbage som følge af partiets love i 2001, da hun blev minister i Gerhard Schröders første regering. Som minister arbejdede hun bl.a. for at forbedre forbrugerbeskyttelsen, at understøtte økologisk landbrug og at forbedre dyrevelfærden.